# Marco Ernesto
Ernesto Marco Aníbal Gomezjurado Solórzano (Ciudad de Panamá, 17 de octubre de 1923- Ciudad de Panamá, 26 de noviembre de 1985), más conocido como Marco Ernesto, fue un pintor panameño impresionista, apodado "El Maestro de la Espátula".

## Biografía
Hijo primogénito del artista ecuatoriano Enrique Gomezjurado y de Rosario Solórzano Freire. Nació en Panamá el 17 de octubre de 1923, bautizado como Ernesto Marco Aníbal, invirtió el orden de sus dos primeros nombres para formar su nombre artístico "Marco Ernesto" con el cual es conocido.
Viajó y expuso en varios países latinoamericanos, logrando popularidad, llegó a desarrollar con gran maestría el impresionismo a la espátula, por lo que llegó a ser conocido como un maestro en esa técnica. También fue un hábil acuarelista.
Sus obras se encuentran en colecciones privadas dentro y fuera de Panamá, así como también en museos y bancos, tiene el mérito de fundar la primera escuela de Arte en David.

## Primeros años y aprendizaje
Sus padres llegaron a Panamá en 1922, donde su padre fue contratado para varios trabajos artísticos, el diseño de capiteles en teatros e iglesias, el proyecto se extendió y haría que permanezcan en Panamá durante casi 7 años. En ese período nacieron en Panamá Ernesto (Marco Ernesto) y sus hermanos Gustavo y Alicia. Desde su infancia Ernesto fue alumno de su padre, cultivando el dibujo y estudiando el color. Su hermana Alicia Gomezjurado también como alumna de su padre, se convirtió en artista años más tarde.
Se educó en la escuela República de Chile y finalmente en 1930, cuando Marco Ernesto contaba con 6 años de edad, la familia regresó a Ecuador, estableciéndose en la capital, donde su padre fue nombrado profesor de la Escuela de Bellas Artes de Quito.
Entre 1936 y 1937, Marco Ernesto ingresó a la Escuela de Bellas Artes de Quito, donde su padre era maestro, una vez finalizada esa etapa, realizó sus primeras exposiciones y viajó a Colombia, donde realizó su primera gran exposición de relevancia, en Bogotá en 1942. En 1947, cumpliendo un deseo personal, viajó a Panamá, su país de nacimiento, posteriormente se trasladó a Venezuela y expuso con éxito en Caracas y en otras ciudades. Continuó viajando y exponiendo en distintos países latinoamericanos como Costa Rica, Ecuador y Venezuela, estudiaba los colores de lugares que visitaba para crear cuadros en distintos estilos, al tiempo que perfeccionaba su técnica impresionista a la espátula, que la desarrollaría a lo largo de su vida.

## Obra

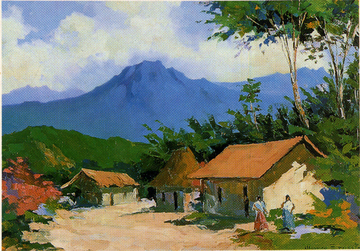
Paisaje del Barú. Tomado de la portada del libro "Fugitivos del Paisaje" del escritor Jorge Thomas, seudónimo de Juan David Morgan, colección particular del mismo escritor.

En 1949, regresó a Panamá desde Costa Rica, el año siguiente, invitado por importantes damas boqueteñas, llegó a Chiriquí. En 1950 obtuvo el tercer premio Ricardo Miró y en 1955 el segundo lugar en el mismo certamen. En David fundó en junio de 1956 la primera Escuela de Pintura, años despuès se trasladó a Boquete, y conoció a Doña Gertrudis Montenegro, con quien se casó en 1959. Fijó su residencia en Boquete y empezó una de sus etapas más prolíficas de su obra.

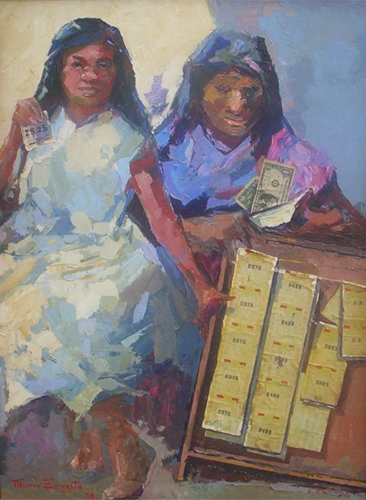
El pedacito premiado (1978). Galería colección INAC, Instituto Nacional de Cultura.

Expuso en la Zona del Canal, donde autoridades civiles y militares adquirieron numerosas obras suyas. En Boquete, inspirado por su belleza paradisíaca, pintó paisajes, escenas costumbristas, bodegones, cosechas de los cafetales, campesinos y paisajes con el Volcán Barú, realizó varios murales para distintas instituciones de Panamá. 

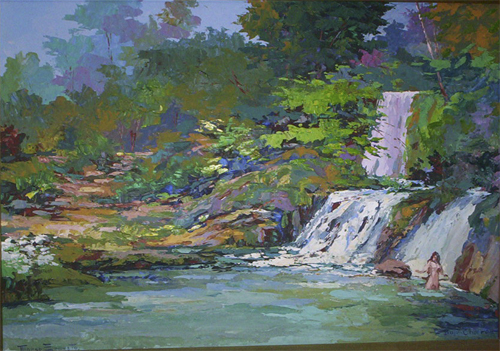
Baño en el río, colección de la antigua librería Exedra Books.

Entre 1955 y 1956, contratado por Máximo Yen, pintó sus dos conocidos murales para el “Bar Yen”, actualmente “Boquete Bistro”. Marco Ernesto pensó en un tema marino, pero Yen se inclinó por un paisaje propio de la región, llevando a Marco Ernesto por sus alrededores, finalmente el artista se decidió por la cordillera y pintó Cosecha de Cafetales y Cosecha de Naranjales.
Su estilo cada vez más personal, resolviendo el volumen y la perspectiva aplicando gruesos empastes directamente sobre la tela con gran maestría,  lo haría pasar a la historia del arte de su país como “El Maestro de la Espátula”. En Boquete se conservan murales en restaurantes y hoteles. En David, en el Gran Hotel Nacional, se encuentran dos grandes murales; Cosecha de Café y Rodeo de Ganado.
En 1961 expuso en Brasil y continuó exponiendo en distintos lugares. Marco Ernesto continuó pintando casi hasta el final de su vida.
El artista murió mientras dormía, el 26 de noviembre de 1985 en la Ciudad de Panamá, fue sepultado en el Cementerio de Boquete.